# Андреев, Леонид Александрович
Леонид Александрович Андреев (1891—1941) — советский физиолог и хирург, профессор МГУ, ученик И. П. Павлова.

## Биография
Леонид Андреев родился в 1891 году в Нижнем Новгороде в семье служащего. Учился в гимназии, но был исключён за участие в «беспорядках». Экстерном сдал экзамены на аттестат зрелости. В 1914 году окончил медицинский факультет Казанского университета. Был оставлен при хирургической клинике П. А. Герцена для усовершенствования. Участвовал в Первой мировой войне в качестве военного врача. В 1921 году переехал в Петроград. С 1921 по 1931 год работал в 1-м Ленинградском медицинском институте, в лаборатории И. П. Павлова, в Ленинградском институте экспериментальной медицины и в хирургической клинике С. П. Фёдорова. В 1931 году направлен на стажировку в Канаду, где он находился до 1933 года. В 1934 году переехал в Москву и возглавил организованную им лабораторию физиологии и патологии слуха ВИЭМа. Одновременно с этим с 1937 года и до своей смерти был профессором кафедры физиологии животных биологического факультета МГУ, читал курс физиологии органов чувств.
Скоропостижно скончался 2 сентября 1941 года в возрасте 50-ти лет.

## Научные работы
Основные научные работы посвящены проблемам высшей нервной деятельности и физиологии слуха.
- Проводил исследования по экспериментальной анемии мозга.
- Разработал основы патогенеза тугоухости.
- Экспериментальными исследованиями по физиологии слухового анализатора подтвердил резонансную теорию слуха Гельмгольца.

## Награды и премии
- Значок «Отличнику здравоохранения» (1940)[1].

## Сочинения
- Резонаторная теория Гельмгольца в свете новых данных, определяющих деятельность периферического конца звукового анализатора собаки, в кн.: Сборник, посвященный 75-летию акад. Ивана Петровича Павлова, под ред. В. Л. Омелянского и Л. А. Орбели, Л., 1924;
- Местное обезболивание в хирургии, М.—Л., 1928 (совм. с Шааком В. А.);
- Способность различения тонов высокой частоты у собак, «Физиологический журнал СССР им. И. М. Сеченова», 1934, т. 17, вып. 6;
- Высшая нервная деятельность и церебральное кровообращение (Изменения условно-рефлекторной деятельности собак при перевязке главных артерий, питающих мозг), в кн.: Сборник докладов. Тбилиси, 1937 (VI Всесоюзный съезд физиологов, биохимиков и фармакологов);
- Учебник физиологии, М.—Л., 1941, М., 1945 (совм. с др.);
- Физиология органов чувств, М., 1941.